# Großgemeinde (China)
Eine Großgemeinde (chinesisch 鎮 / 镇, Pinyin zhèn) ist eine administrative Einheit auf Gemeindeebene in der Volksrepublik China. Auf dieser Ebene gab es im Jahr 2021 38.556 Einheiten, davon 21.322 Großgemeinden, die damit auf dieser Ebene den größten Anteil haben. 
Die Gemeindeebene folgt in der administrativen Gliederung der Volksrepublik China unter der Kreisebene (Kreise, Banner, Autonome Kreise, Autonome Banner, Städte, Stadtbezirke usw.).

## Geschichte
Der Ausdruck zhèn 鎮 / 镇, wörtlich "niederhalten", wird erstmals in der Nördlichen Wei-Dynastie (386–535) als verwaltungstechnischer Begriff verwendet, damals im Sinne von "Garnison mit im Wesentlichen für die Versorgung der Soldaten arbeitenden Zivilbevölkerung im Umland"; der Garnisonskommandeur (鎮都大將 / 镇都大将,  zhèndū dàjiàng) hatte auch Jurisdiktion über die Zivilbevölkerung. Damals wurden derartige Wehrsiedlungen nur an den Reichsgrenzen errichtet, vor allem im Norden, wo man im Konflikt mit der Rouran-Föderation stand, und im Süden, wo das Reich von Han-chinesischen Kleinstaaten bedrängt wurde (die Oberschicht der Nördlichen Wei selbst bestand aus sinisierten Tabgatsch-Nomaden).
Zu Beginn der Tang-Dynastie (618–907) wurden die an der Grenze stationierten Truppen reduziert. Nun war der Ortskommandant (方鎮 / 方镇,  fāngzhèn) nur noch für seine Männer zuständig,
die Zivilbevölkerung unterstand dem Landrat des jeweiligen Kreises. Ab der Mitte des 8. Jahrhunderts wurden nach und nach auch im Inland Garnisonen eingerichtet, mit stark erweiterten Kompetenzen für den nun "Militärkommissar" (節都使 / 节都使,  jiédūshǐ) genannten Kommandeur.
In der Song-Dynastie (960–1279), als das Leben in China durch die Einfälle der Kitan, Jurchen und Mongolen zunehmend unsicher wurde, begannen immer mehr Zivilisten hinter die schützenden Mauern der Garnisonen zu ziehen, die sich zu ummauerten Kleinstädten mit mehreren tausend Einwohnern entwickelten.
Mit den von der Qing-Regierung am 18. Januar 1909 erlassenen „Bestimmungen für die örtliche Selbstverwaltung der Städte, Großgemeinden und Gemeinden“ (城鎮鄉地方自治章程 / 城镇乡地方自治章程,  chéng zhèn xiāng dìfāng zìzhì zhāngchéng) fand dann eine Trennung vom Militär statt. In besagten Statuten war festgelegt, dass in ländlichen Gegenden für je 50.000 Einwohner eine Großgemeinde eingerichtet werden sollte (sofern sie nicht schon bestand), unabhängig davon ob dort Truppen stationiert waren oder nicht, die in einer eigenen, von der Kreisregierung unabhängigen, politischen Repräsentanz Beratungen durchführen und Beschlüsse fassen sowie sich in örtlichen Angelegenheiten selbst verwalten konnte.
Die Bevölkerungszahl einer Großgemeinde ist bis heute etwa gleich geblieben. So besaßen Ende 2013 nur 56 der damals 20.117 Großgemeinden eine Einwohnerzahl von mehr als 100.000, die meisten davon in Ostchina.

## Entwicklung
Seit den 1980er Jahren werden immer mehr Gemeinden (鄉 / 乡,  xiāng) aufgrund ihrer gestiegenen Bevölkerungszahl und einer gewissen Urbanisierung im Zentrum der Ansiedlung unter der Devise "Die Gemeinde wird zur Großgemeinde" (鄉改鎮 / 乡改镇,  xiāng gǎi zhèn) in Großgemeinden umgewandelt. 1986 gab es in der Volksrepublik China 61.415 Gemeinden und 10.717 Großgemeinden, Ende 2020 waren es dann 8809 Gemeinden und 21.157 Großgemeinden.